# Miguel Ángel Lotina
Miguel Ángel Lotina Oruechebarría (Meñaca, Vizcaya, 18 de junio de 1957) es un exfutbolista español y entrenador. Es uno de los técnicos con más experiencia del fútbol español. Durante su carrera como jugador desempeñó la función de delantero.
Como futbolista tuvo una carrera modesta, aunque llegó a debutar en la Primera División española con el CD Castellón. Es más conocido por su faceta de entrenador, donde ha tenido una dilatada carrera en España, acumulando más de 400 partidos dirigidos en la máxima categoría. 
Como entrenador ha logrado 4 ascensos, dos de ellos a la Primera División española (Numancia en 1999 y Osasuna en 2000), una histórica clasificación para la UEFA Champions League en 2003 con el Celta de Vigo, una clasificación para la Copa de la UEFA con Espanyol en 2005, un título de Copa del Rey con el Espanyol en 2006 y una clasificación para la Copa de la UEFA vía Intertoto con el Deportivo de La Coruña en 2009, además de una histórica gesta en la Copa del Rey con el Numancia. También ha protagonizado algunos fracasos, ya que ha estado implicado de una u otra manera en los descensos a Segunda División de Logroñés en 1997, Celta de Vigo en 2004, Real Sociedad en 2007, Deportivo de La Coruña en 2011 y Villarreal CF en 2012, lo que le ha valido una cierta fama de entrenador desciende-equipos.

## Trayectoria
Nacido como menor de ocho hermanos en el pueblo vizcaíno de Meñaca, donde pasó su infancia. Se confiesa seguidor del Athletic Club, aunque nunca pudo llegar a militar en el club de sus amores, ni siquiera en sus categorías inferiores.

### Como jugador
Como jugador Lotina fue un delantero de área, intuitivo y luchador. En su carrera profesional logró hacerse un hueco como ídolo de la afición del modesto CD Logroñés, aunque cuando este club logró alcanzar sus mayores éxitos, con el ascenso a Primera División en 1987, el delantero vizcaíno se encontraba ya en el declive de sus facultades goleadoras.
Su carrera se inició en las filas de modestos equipos vizcaínos. Su primer equipo fue el Club Deportivo Munguía, equipo de categoría regional representativo de la localidad de Munguía, situada a solo 5 km de su pueblo natal. En el verano de 1977, fue fichado por la SD Gernika Club Con el Gernika debutó en la Tercera División. Al año siguiente dio su un salto más en su carrera fichando por el CD Logroñés, equipo recién ascendido a la Segunda División B. El equipo riojano fue el más importante de su carrera como futbolista, ya que militó en el mismo durante 8 temporadas en dos etapas diferentes entre 1978 y 1988. Con los rojiblancos logró ascender desde la Segunda División B hasta la Primera División.
Lotina llegó a Logroño en 1978. Durante sus tres primeras temporadas en el equipo rojiblanco, Lotina fue el máximo goleador del Logroñés, convirtiéndose en jugador de referencia del cuadro riojano. El Logroñés se mantuvo en la mitad de la tabla durante esas tres campañas en Segunda B.
En el verano de 1981 Lotina tuvo su gran oportunidad, el CD Castellón acababa de ascender a la Primera División Española y se reforzó con el fichaje del ariete vasco que tan buen rendimiento estaba dando en la categoría de bronce. El Castellón pagó al Logroñés una cifra cercana a los 5 millones de pesetas (algo más de 30 000 euros) por el fichaje del vasco.
Lotina debutó en la Primera División de España el 11 de octubre de 1981 en un Racing de Santander-Castellón (4:1) de la quinta jornada. Su estreno como goleador en la categoría se produjo el 3 de enero de 1982 con un doblete en una victoria a domicilio frente a la UD Las Palmas (1:3). Lotina fue el segundo delantero más utilizado por el Castellón esa temporada, disputando 21 partidos, siendo en 17 de ellos titular (la mitad de los partidos de la temporada), pero Lotina solo pudo marcar 3 goles esa campaña. La temporada fue un calvario para el Castellón, que solo pudo lograr 3 victorias en todo el año, quedó descolgado ya desde el inicio de la competición en el último puesto y descendió matemáticamente jornadas antes de que acabara la temporada.
Lotina continuó una temporada más en el CD Castellón. Pero en su segunda temporada con los castellonenses (1982-83), ya en Segunda División, jugó solo 9 partidos, sin marcar ningún gol. Tras finalizar una mala temporada en la que el club estuvo a punto de descender de nuevo; Lotina fue declarado transferible. Durante la pretemporada 1983-84 Lotina fue traspasado de vuelta a su antiguo club, regresando al CD Logroñés.
En Logroño, Lotina se reencontró con el gol. Siendo el goleador del equipo logró ascender de Segunda División B a Segunda División en la temporada 1983-84. Luego volvió a ser de nuevo el máximo goleador del club durante dos temporadas consecutivas en Segunda División. En la temporada 1984-85 el Logroñés fue equipo revelación y ocupó los puestos altos de la tabla, aunque en la siguiente temporada, la 1985-86, flirteó con el descenso. Lotina fue un jugador clave de aquel Logroñés y se convirtió en ídolo de la afición logroñesa. La temporada 1986-87, sin embargo, bajo la dirección del técnico vizcaíno Jesús Aranguren, pasó a un segundo plano. Solamente jugó 14 partidos y marcó 4 goles; durante una histórica campaña en la que el CD Logroñés logró por primera vez en su historia, el ascenso a la máxima categoría del fútbol español. 
En la temporada 1987-88, Lotina regresó a la Primera División Española, esta vez con "su" Logroñés. Sin embargo, el técnico Aranguren no contó para nada con el delantero vasco durante la temporada del debut del Logroñés en Primera. Lotina acabó la temporada sin jugar un solo minuto en Liga. Al finalizar esa temporada, con 31 años de edad recién cumplidos, el delantero de Meñaca optó por colgar las botas e integrarse en el "staff" técnico del Logroñés.

### Inicios como técnico en el Logroñés
Lotina inició su carrera como técnico entrenando a los juveniles del CD Logroñés. De ahí pasó a hacerse cargo del filial del Logroñés, el Logroñés Promesas (rebautizado como Logroñés B en 1992). Con el filial logroñesista obtuvo buenos resultados, ascendiéndolo de Tercera División a Segunda División B y manteniéndolo en esta categoría. Lotina ganó prestigio como entrenador durante sus tres temporadas en el Logroñés B entre 1990 y 1993. Durante este periodo también ejerció como segundo entrenador del CD Logroñés y debutó en un banquillo de Primera División al hacerse cargo de modo interino de la dirección del CD Logroñés tras el cese de David Vidal en la jornada 13 de la temporada 1992-93. Lotina hizo de entrenador-puente durante una jornada hasta el nombramiento de Carlos Aimar como nuevo técnico logroñesista. En su primera y breve experiencia como entrenador de Primera, su equipo sufrió una inapelable derrota por 0:3 frente al Deportivo de La Coruña.

### Primera etapa en el Numancia
En 1993 dejó el filial riojano y paso a dirigir al CD Numancia de Soria, club que entonces militaba en la Segunda División B. La llegada en la temporada 1993-94 del técnico vasco al banquillo del Numancia y la de un grupo de empresarios capitaneados por Francisco Rubio a la presidencia del club, marcaron un punto de inflexión en la historia del modesto equipo castellano. El club presentaba unas cuentas caóticas y su nuevo presidente impuso un sello en la gestión y un modelo de club que pronto empezaría a dar sus frutos. Al final de la campaña los rojillos dirigidos por Lotina se colaron en el play-off del ascenso, éxito que consiguieron de nuevo una temporada después (1994-95). El Numancia no logró en ninguna de las dos ocasiones el premio de ascenso, pero era ya un conjunto candidato para hacerlo cada comienzo de Liga. El reconocimiento a nivel nacional del trabajo de Lotina al frente del Numancia llegó finalmente en la temporada 1995-96. Esa temporada el papel en Liga fue algo más discreto, ya que el Numancia no se clasificó para los play-offs, pero el equipo soriano realizó una campaña espectacular en la Copa del Rey, concitando el interés mediático de todo el país. El Numancia logró eliminar a tres clubes de Primera División (Real Sociedad, Racing y Sporting) y se enfrentó en cuartos de final al FC Barcelona, con el que logró empatar (2-2) en el encuentro de ida en Soria.

### Logroñés y Badajoz
El Logroñés le dio la oportunidad en la campaña 1996-97 de hacerse cargo de un equipo de la Primera División. Juande Ramos había ascendido al Logroñés a Primera, pero había aceptado la oferta de dirigir al Barcelona B, por lo que su plaza había quedado vacante.
Lotina no tuvo un papel demasiado brillante al frente de su exequipo, ya que fue cesado tras 10 jornadas de competición. En aquel momento el equipo tenía 10 puntos y, aunque estaba fuera de los puestos de promoción y descenso, llevaba una racha negativa con 4 derrotas consecutivas, incluyendo dos goleadas humillantes: 8:0 frente al FC Barcelona y 6:0 frente al Athletic Club. La situación del club no se recondujo tras el cese de Lotina, sino que fue a peor y el Logroñés acabó descendiendo esa temporada, siendo el último clasificado. 
La campaña 1997-98 se hizo cargo del CD Badajoz de la Segunda División española. En esta ocasión fue cesado en la jornada 16, con el equipo ocupando la parte baja de la clasificación.

### Ascenso del Numancia en su segunda etapa
En 1998 regresó a la dirección técnica del CD Numancia. Tras su marcha en 1996, el equipo soriano había logrado ascender a la Segunda División y el técnico de Meñaca se hizo cargo de su dirección en una categoría superior a donde lo había dirigido con anterioridad. En la temporada 1998-99 logró el histórico primer ascenso a Primera División del club soriano.

### Osasuna (1999-2002)
En 1999 repitió ascenso de Segunda a Primera División, esta vez dirigiendo al Osasuna. El equipo rojillo llevaba anclado en la Segunda División desde 1994 y el de Meñaca consiguió el éxito de devolverlos a la Primera División tras seis temporadas. Lotina siguió dirigiendo a Osasuna en Primera División durante la temporada 2000-01. Esa temporada, el objetivo de los navarros era la permanencia y la lograron in extremis en la última jornada tras vencer a la Real Sociedad 0:1 en Anoeta. En la campaña 2001-02, Osasuna logró de nuevo la permanencia y, aunque la clasificación fue peor (17º puesto), no tuvieron que esperar a la última jornada para certificar la salvación. Por tanto, durante estas tres temporadas, Lotina logró el objetivo de ascender a los navarros y asentarlos en la máxima categoría.

### Etapa en el Celta (2002-04) y Espanyol (2004-06)
Cerrada su etapa en Osasuna, Lotina se hizo cargo en 2002 del Celta de Vigo, equipo al que llevó a la Champions League tras obtener la 4ª posición en la Liga y del cual fue destituido en 2004, con el equipo a punto de jugar los octavos de la Liga de Campeones, siendo el primer equipo de la Liga fuera los puestos de descenso.
Luego fichó por el RCD Espanyol, con el que consiguió una clasificación para la Copa de la UEFA (gracias al 5º puesto en la Liga), y ganar la Copa del Rey en la misma temporada en la que el club evitó el descenso con un gol en el último minuto (2005-06).

### Real Sociedad (2006-07)
Poco exitosa fue su temporada en la Real Sociedad (2006-07), a donde llegó iniciada la temporada y con el equipo que antes había entrenado José Mari Bakero en una lamentable situación. Lotina trató de reconducir la situación, pero no lo consiguió y fue parte del primer descenso realista en 40 años. Tras consumarse el descenso, confirmó que no continuaría en el equipo donostiarra.

### Deportivo de La Coruña (2007-11)
Tras dejar la Real Sociedad, fichó por el Real Club Deportivo de La Coruña en junio de 2007. El Deportivo había vivido una época dorada de su historia entre 1992 y 2004, ganando un título de Liga, siendo 4 veces subcampeón y otras cuatro veces tercero. Se había clasificado prácticamente todas las temporadas para competición europea. Sin embargo, llevaba en ese momento varias temporadas de declive, fuera de Europa y en su última campaña había sido 13º, la peor clasificación desde 1991. Lotina logró revertir esta situación en parte, aunque no logró devolver al club a su anterior esplendor, hecho que por otra parte era de esperar dadas las dificultades económicas que pasaba el Depor, con una fuerte deuda.
En su primera temporada, tras un mal comienzo que llevó al equipo a ocupar puestos de descenso a mitad de temporada, consiguió realizar una gran segunda vuelta y clasificó al equipo para jugar la Copa Intertoto con un noveno puesto. Lotina fue refrendado en el puesto. Durante el verano de 2008 el Deportivo disputó la Intertoto y consiguió una plaza para la Copa de la UEFA 2008-09, logrando de esta forma retornar a la segunda competición europea en importancia. En la UEFA el Deportivo logró alcanzar y superar la fase de grupos, hasta alcanzar los 1/16 de final, donde fue eliminado por el conjunto danés del Aalborg BK. En Liga, el Depor realizó una buena campaña luchando durante toda la temporada por clasificarse para competición europea. El Deportivo alcanzó el 7º lugar, mejorando la clasificación de la temporada anterior.
En la temporada 2009-10, el Deportivo volvió a luchar por un sitio en competición europea. A falta de poco más de 10 jornadas ocupaba plaza europea, pero finalmente acabó en mitad de la tabla.
En la temporada 2010-11, el Deportivo estuvo toda la temporada en la mitad baja de la tabla, pero casi siempre fuera de los puestos de descenso. No obstante, una derrota en casa en la última jornada por 0-2 contra el Valencia selló su destino y lo mandó a Segunda División. Durante su etapa al frente del Deportivo, Lotina contó en todo momento con la confianza del presidente Augusto César Lendoiro, que le mantuvo en su puesto hasta el último momento.

### Villarreal CF (2012)
El 18 de marzo de 2012, Lotina fue contratado por el Villarreal CF con el objetivo de mantener al club castellonense en la categoría. El Villarreal CF era un equipo diseñado para jugar la UEFA Champions League y luchar por los puestos altos de la Liga, pero llevaba una temporada muy errática. Juan Carlos Garrido y José Francisco Molina habían sido cesados previamente como entrenadores del club. Cuando accedió Lotina a la dirección técnica del Villarreal en la jornada 28, el conjunto amarillo era 17º, a 2 puntos del descenso. Con Lotina al frente, el Villarreal no tuvo malos números: ganó 3 partidos, empató 5 encuentros y perdió solo 3. De hecho, dos de las derrotas fueron en las últimas 2 jornadas, lo que acabaría siendo fatal para sus objetivos: El 13 de mayo de 2012, tras perder contra el Atlético de Madrid por 0:1, el Villarreal CF descendió de categoría, a pesar de estar virtualmente salvado hasta los últimos minutos de la última jornada.

### Omonia Nicosia (2014)
El 30 de diciembre de 2013, Lotina fue anunciado como nuevo técnico del AC Omonia Nicosia. Sin embargo, el técnico vizcaíno fue destituido por los dirigentes del Omonia tras solo 38 días en el cargo, debido a los malos resultados cosechados por el equipo, que se situaba sexto en la liga chipriota. Lotina cogió al equipo en la cuarta posición y sus dos últimos resultados fueron dos empates a cero ante dos equipos que se situaban por debajo en la tabla. Su último resultado, ante el Doxa Katokopia (0-0), dejó al Omonia en la sexta plaza a doce puntos del AEL Limassol.

### Al-Shahaniya (2014, 2015-16)
En verano de 2014, Lotina se comprometió con el Al-Shahaniya Sports Club de Catar, pero presentó su dimisión tras solo tres meses y dos partidos oficiales, alegando diferencias con los dirigentes en la configuración de la plantilla.
En julio de 2015, Lotina regresó al Al-Shahaniya, consiguiendo el ascenso a Primera División.

### Tokyo Verdy (2017-18)
El 24 de noviembre de 2016, Lotina fue confirmado como nuevo técnico del Tokyo Verdy de la J. League Division 2, equipo que la temporada anterior luchó por no descender a la tercera división nipona, consiguiendo clasificarse para disputar el play-off de ascenso tras terminar quinto en su primer año.
En su segundo año, el equipo se clasificó de nuevo para disputar el play-off de ascenso. Tras ganar las 2 eliminatorias de ascenso de segunda, el equipo finalmente perdió en la tercera y última eliminatoria que se jugaba contra el antepenúltimo equipo de Primera División. El 10 de diciembre de 2018, se anunció su marcha del club.

### Cerezo Osaka (2019-20)
El 14 de diciembre de 2018, se hizo oficial que sería el nuevo técnico del Cerezo Osaka, de la J1 League. Permaneció 2 temporadas al mando del equipo, acabando en los respectivos quinto y cuarto puesto, consiguiendo esta segunda temporada la clasificación a la Liga de Campeones de la AFC. Al término de la segunda temporada, abandona el equipo japonés rumbo a su tercera aventura en el país.

### Shimizu S-Pulse (2021)
El 24 de diciembre de 2020, se hizo oficial su fichaje por el Shimizu S-Pulse de la J1 League. El 4 de noviembre de 2021, fue destituido tras perder 4 partidos consecutivos a falta de 4 jornadas, dejando al equipo nipón 16º a 2 puntos de la zona de descenso.

### Vissel Kobe (2022)
El 8 de abril de 2022, se incorporó al Vissel Kobe. El 29 de junio de 2022, fue destituido de su cargo, tras no poder sacar al equipo de puestos de descenso.

## Clubes

### Como jugador
| Club         | País   | Año       |
| ------------ | ------ | --------- |
| CD Munguía   | España |           |
| Gernika Club | España | 1977-1978 |
| CD Logroñés  | España | 1978-1981 |
| CD Castellón | España | 1981-1983 |
| CD Logroñés  | España | 1983-1988 |

### Como entrenador
| Club                             | País   | Año       |
| -------------------------------- | ------ | --------- |
| Club Deportivo Logroñés "B"      | España | 1990-1992 |
| Club Deportivo Logroñés          | España | 1992-1993 |
| Club Deportivo Numancia de Soria | España | 1993-1996 |
| Club Deportivo Logroñés          | España | 1996-1997 |
| Club Deportivo Badajoz           | España | 1997-1998 |
| Club Deportivo Numancia de Soria | España | 1998-1999 |
| Club Atlético Osasuna            | España | 1999-2002 |
| Real Club Celta de Vigo          | España | 2002-2004 |
| Real Club Deportivo Espanyol     | España | 2004-2006 |
| Real Sociedad de Fútbol          | España | 2006-2007 |
| Real Club Deportivo de La Coruña | España | 2007-2011 |
| Villarreal Club de Fútbol        | España | 2012      |
| AC Omonia Nicosia                | Chipre | 2014      |
| Al-Shahaniya Sports Club         | Catar  | 2014      |
| Al-Shahaniya Sports Club         | Catar  | 2015-2016 |
| Tokyo Verdy                      | Japón  | 2017-2018 |
| Cerezo Osaka                     | Japón  | 2019-2020 |
| Shimizu S-Pulse                  | Japón  | 2021      |
| Vissel Kobe                      | Japón  | 2022      |

## Palmarés

### Como entrenador

#### Campeonatos nacionales
| Título       | Club                         | País   | Año  |
| ------------ | ---------------------------- | ------ | ---- |
| Copa del Rey | Real Club Deportivo Espanyol | España | 2006 |